# S/S Berzelius
S/S Berzelius (senare S/S Örnsköldsvik och S/S Hudikvall) var en skonerttacklad hjulångare som byggdes av Motala varv i Norrköping 1849. Hon hade en längd på 49,41 meter, en bredd på 7,13 meter, var om 481 bruttoregisterton och 358 nettoregisterton och med en ångpanna om 300 indikerade hästkrafter.
Berzelius byggdes för Norrlands Nya Ångfartygs Actie Bolag och var systerfartyg till S/S Thule som byggdes samma år. Hon sattes i trafik Stockholm-Gävle-vidare över övriga norrlandsstäder upp till Nederkalix och Salmis. 1855 såldes Berzelius till Gefle Ångfartygs AB i Gävle men fortsatte att trafikera rutten Stockholm-Haparanda. 1874 köptes Berzelius av Sundsvall-Wasa Ångbåtsbolag och sattes in mellan Sundsvall och Nikolaistad. Det då gamla hjulångaren hade svårt att locka passagerare och 1875 såldes hon till Ångbåts AB Berzelius i Örnsköldsvik. Företaget lät 1878 vid Södra varvet i Stockholm bygga om henne till propellerdrift, samtidigt som hon fick nya kompoundångmaskiner, rustades upp och fick modern inredning. I samband med det bytte hon namn till Örnsköldsvik. S/S Örnsköldsvik såldes redan 1882 till Ångfartygs AB Hudiksvall och bytte då namn till S/S Hudiksvall. Hudiksvall gick på traden Stockholm-Öregrund-Gävle-Söderhamn-Hudiksvall. Fartyget genomgick reparationer 1892 och 1910. 1913 såldes Hudiksvall till Stockholms Rederi AB Svea och gick under första världskriget i ett antal undsättningsturer till Finland. 2 augusti 1916 var hon på väg till Mäntyluoto då hon prejades av en tysk ubåt, som tvingade besättningen i livbåtarna varpå fartyget sänktes.